# Nicolas Meier
Nicolas Meier (* 16. Juli 1982) ist ein ehemaliger deutscher Basketballspieler.

## Werdegang
Der 1,92 Meter große, als Guard und Flügelspieler eingesetzte Meier kam aus dem Nachwuchsbereich der SG Braunschweig. Er stand in der Saison 1999/2000 erstmals im erweiterten Bundesliga-Aufgebot der Niedersachsen. Meier bestritt insgesamt acht Spiele in der höchsten deutschen Basketball-Liga, das letzte im Januar 2003. Er spielte ebenfalls in der Braunschweiger Zweitligamannschaft und ab 2005 für die SG MTV/BG Wolfenbüttel in der 2. Regionalliga, mit der er 2006 in die 1. Regionalliga aufstieg und auch dort in der Saison 2006/07 für die Mannschaft auflief. Ab 2009 spielte Meier bei TuS Makkabi Frankfurt (2. Regionalliga) und blieb bis 2011 bei der Mannschaft.